# Repubblica di Gilead
La Repubblica di Gilead (o Repubblica di Galaad, a volte più semplicemente Galaad o Gilead) è uno stato immaginario, ambientazione de Il racconto dell'Ancella, romanzo di Margaret Atwood, e di altre opere derivate come una serie tv, The Handmaid's Tale, e altre opere ispirate allo scritto.
Nella finzione viene descritto come uno stato totalitario teocratico a ispirazione cristiana in cui le donne non hanno diritti, formatosi dopo un golpe avvenuto negli Stati Uniti ad opera di alcuni estremisti religiosi, che hanno sfruttato il difficile equilibrio nella società americana dopo una disastrosa guerra che ha comportato un'enorme quantità di rifiuti tossici rilasciati nell'aria e un abbassamento repentino del tasso di natalità.
Tra i principali obiettivi della Repubblica di Gilead è la procreazione, al fine di aumentare la popolazione. La società è divisa in insormontabili caste a seconda del genere, dello status sociale e, cosa più importante, della fertilità.
La sua estensione è grosso modo quella degli Stati Uniti d'America, essendone l'evoluzione storica, tuttavia alcune aree sono diventate completamente invivibili. L'Alaska e le Hawaii sono rimaste fedeli al Congresso, mantenendo l'indipendenza.

## Etimologia
Il nome Galaad è lo stesso del luogo nella Bibbia dove i Madianiti combattono Gedeone, mentre nel ciclo arturiano sir Galaad è colui che troverà il Sacro Graal.

## Storia
Alla fine del ventesimo secolo il mondo è dilaniato da una rovinosa guerra e da un repentino cambiamento climatico dovuta ai rifiuti tossici che essa ha generato. Negli Stati Uniti d'America il tasso di natalità si è drasticamente abbassato a causa dei rifiuti tossici e la radioattività e la popolazione ha raggiunto la crescita zero. Sempre più americani, stanchi della situazione, incominciano a protestare in maniera sempre più violenta. Per sedare le rivolte interne senza subire interferenze da eventuali comunità internazionali, le superpotenze decidono di siglare un "Accordo sulle sfere d'influenza", che afferma che ogni stato è libero di gestire la situazione con i mezzi che preferisce. Allora negli USA un gruppo di fondamentalisti biblici, sfruttando la situazione e il precario equilibrio della società, attua un colpo di Stato, uccidendo tutti i membri del Congresso, della Corte Suprema e poi il Presidente stesso. Una volta conquistato il potere, tutte le donne vengono licenziate, la moneta abolita, i negozi chiusi, le multinazionali scacciate e viene instaurato un regime che si chiama appunto Repubblica di Gilead, dove l'unico fine è la procreazione, e tutti coloro che non possono riprodursi per scelta o per condizione fisica, come gli omosessuali, i preti o le donne sterili, vengono spediti nelle Colonie, terribili campi di lavoro, uccisi, oppure costretti a svolgere i lavori più umili, come le Marte. Le uniche donne che possono condurre una vita dignitosa anche senza essere fertili sono le Mogli, le partner dei Comandanti, e cioè coloro che mantengono il potere a Gilead.
Numerose congregazioni religiose come i quaccheri, i cattolici e i protestanti si rivolteranno al regime alleandosi con la sinistra americana e con le femministe. Molti saranno i conflitti interni a Galaad, per lo più fra l'esercito e i ribelli.
Nel recente secondo romanzo della serie, I testamenti, si parla della caduta di Gilead, che pare avvenire alla metà del ventunesimo secolo, anche se non viene precisato quando. La caduta del regime è dovuta principalmente all'enorme corruzione delle classi dirigenti, al continuo esodo di ancelle verso il Canada e alle infiltrazioni della resistenza, conosciuta sotto il nome di Mayday, all'interno dell'establishment.

## Società
La società gileadiana è divisa in insormontabili caste a seconda del genere e della fertilità.

### Capi
A capo della gerarchia galaadiana ci sono i Comandanti, e cioè coloro che detengono il potere. Benché la moneta sia stata abolita, la loro superiorità economica è evidente. Per i loro meriti, infatti, hanno diritto a una lussuosa villa, dove dimorano assieme alle Mogli, e una bella macchina. Vestono di nero.

### Classi femminili
Le Mogli sono le spose dei Comandanti. Sono donne per lo più sterili ma anche molto belle, motivo del matrimonio coi Comandanti. Per di più, i matrimoni sono combinati e solo le figlie dei Comandanti possono sposare i Comandanti a loro volta; di conseguenza, c'è una scarsissima mobilità sociale fra caste. Vestono di blu. Quelle di loro sterili hanno figli attraverso le Ancelle.
Le Ancelle sono le donne fertili assegnate ai Comandanti, da cui prendono il nome (l'Ancella di Fred si chiamerà Difred). Sono coloro che si occupano della procreazione, e di conseguenza sono risorse nazionali. Il regime di Galaad infatti afferma che, qualora le mogli non potessero partorire, allora possono farlo le loro serve per loro, appunto, le Ancelle. Dettano questa regola in base al passo della Genesi 30,1-4.
(Genesi 30,1-4)
Le Ancelle si uniscono ai Comandanti una volta al mese nella cosiddetta Cerimonia, una copulazione rituale sorvegliata dalle Mogli, che hanno il compito di verificare che quella cerimonia rimanga tale e non diventi sesso intimo o affettivo. Le Ancelle, infatti, non si devono legare in nessun modo ai Comandanti. Vestono di rosso e studiano nei Centri Rossi, sorvegliate dalle Zie.
Le Zie sono delle sadiche paramilitari monache che insegnano alle Ancelle tutto ciò che c'è da sapere per poter avere bambini nel miglior modo possibile. Vestono di grigio o marrone.
Missionarie della Repubblica, le Ragazze Perla sono delle donne che, per diventare Zie, si recano in missione in stati esteri, raccattando prostitute e senzatetto promettendogli una vita migliore a Gilead.
Esistono poi le Marte, cameriere dei Comandanti e delle Mogli, che si occupano delle faccende domestiche. Solo le case più ricche ne possiedono una, e sono una sorta di status sociale. Vestono di verde.
Ci sono poi le Economogli, mogli delle classi sociali meno agiate, che, se sterili, non potranno avere figli. Infatti non dispongono di Ancelle. A loro è vietato lavorare.
Alla fine della piramide ci sono le Nondonne, donne inutili al regime che non possono procreare o per il proprio orientamento sessuale (lesbiche), o per scelta (suore o nubili) o per fattori fisici (sterili), che vengono deportate nelle terribili Colonie.

### Classi maschili
Subito sotto i Comandanti ci sono gli Angeli, e cioè i militari, che possiedono anche essi una Moglie, un'Ancella e una Marta.
Ci sono poi gli Occhi, membri della polizia segreta, temuti da tutti, che, se meritevoli, possono avere Ancelle e Marte, anche se molto spesso gli Occhi sono fuori casa a lavorare in incognito e di conseguenza non si sposano.
Sotto gli Occhi ci sono i Custodi, l'equivalente maschile delle Marte, che fungono anche da autisti.
Poi ci sono gli uomini comuni, sposati con le Economogli, che svolgono lavori umili.

## Economia e valuta
A Galaad è stata vietata ogni più piccola forma di capitalismo ed è stata attuata una politica economica protezionista e proibizionista. Tutti i beni non hanno più una marca, ma sono riconoscibili dal disegno, così come i negozi che non possono più avere un nome. La moneta è stata abolita: si viene retribuiti in ticket che indicano cosa e quanto tu possa comprare. Dal momento che non si può importare nulla, a volte può essere molto difficile trovare cibo proveniente da altri paesi nei negozi, di conseguenza è diffusissimo il mercato nero, sia di cibo sia di alcol e tabacco.

## Estensione di Gilead
Sull'estensione di Gilead ci sono due fonti contrastanti: la serie tv americana Il racconto dell'Ancella e il secondo libro della serie, scritto da Margaret Atwood, I testamenti.

### Nella serie TV
Nella serie televisiva viene spiegato che il Governo degli Stati Uniti ha ancora il controllo di due stati, Alaska e Hawaii, mentre la nuova capitale è Anchorage, e che sia il Canada sia il Messico esistono ancora.
Gli stati leali alla Repubblica di Gilead sono: Minnesota, Wisconsin, Illinois, Michigan, Indiana, Ohio, Tennessee, Kentucky, Virginia Occidentale, Virginia, Carolina del Nord, Maryland, Pennsylvania, Delaware, New Jersey, New York, Connecticut, Rhode Island, Maine, New Hampshire e Massachusetts.
L'Ovest e il Midwest sono stati distrutti a causa della guerra civile. Le famigerate Colonie si trovano in Arizona, California e Missouri.
Il Midwest e il Sud, sono luoghi di guerra attiva tra le forze militari degli Stati Uniti d'America (insieme ai gruppi ribelli e alle unità di milizie cittadine non organizzate fedeli agli Stati Uniti) e i Guardiani della Fede (l'esercito di Gilead).; oltre alle zone ribelli menzionate, vi è una grande roccaforte ribelle americana situata nel New England. Una stazione radio dell'opposizione (Radio Free America) va in onda in quella regione, ma trasmessa dal Canada.
Anche il numero di stati in cui erano suddivisi gli ex Stati Uniti d'America è stato ridotto a favore di distretti più grandi e confini più ampi.

### Nel romanzo
Nel secondo romanzo viene spiegato che i confini degli Stati Uniti sono rimasti pressoché identici, anche se il Texas e la California hanno riottenuto l'indipendenza dopo una sanguinosa guerra. Molti nomi di città americane sono stati cambiati in favore di nomi a ispirazione religiosa. Inoltre, viene lasciato intendere che non ci sia una vera e propria capitale, ma solo grandi centri del potere dove dimorano i Comandanti più importanti.

## Influenza culturale

### Nel femminismo

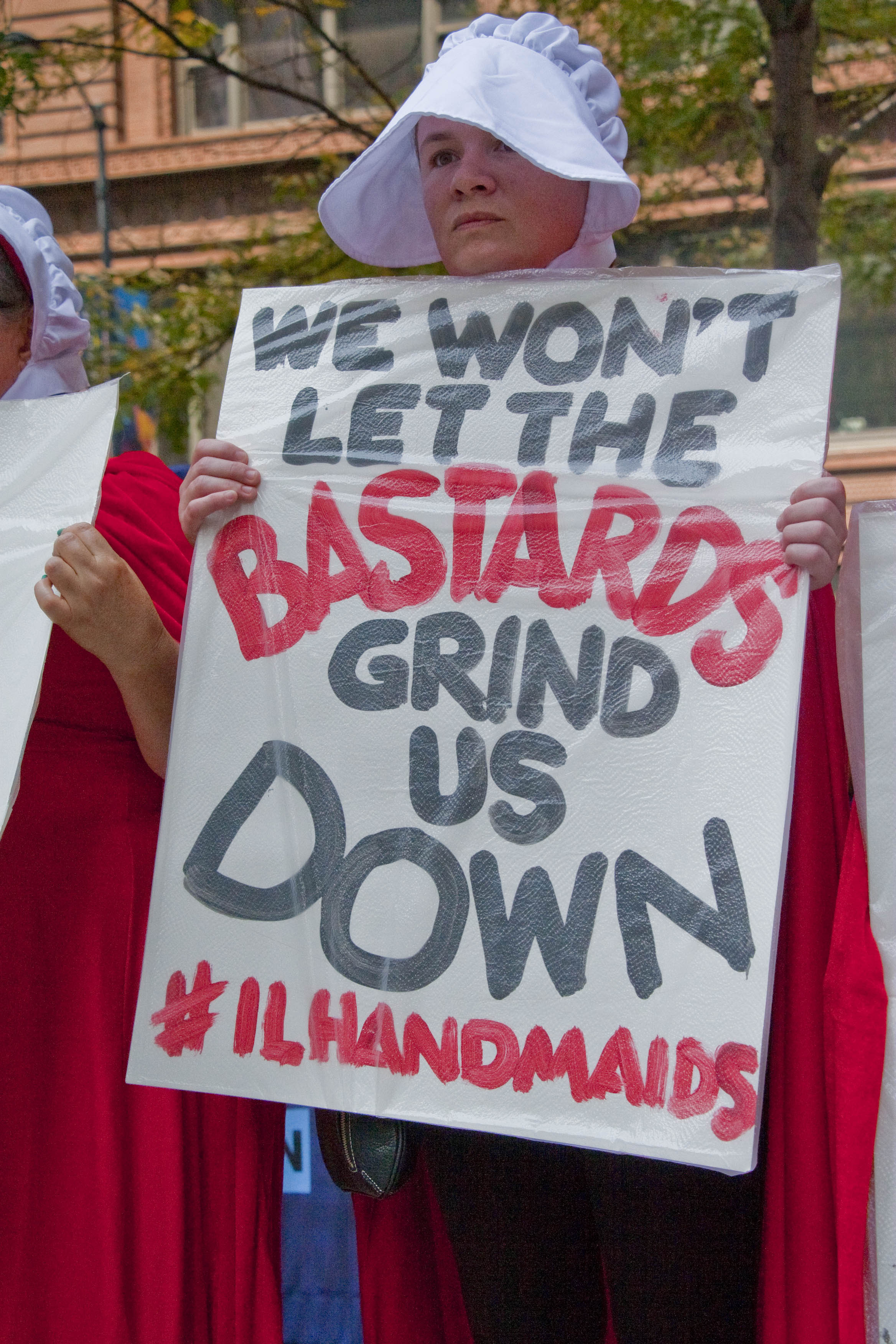
Una donna vestita da Ancella protesta contro la decisione di Donald Trump di nominare Brett Kavanaugh giudice della Corte Suprema

Numerose sono le donne che, per protestare contro la misoginia, si vestono da Ancelle e sfilano in cortei per le città. Galaad è diventato simbolo del femminismo non come una cosa positiva per la donna, ma serve da ammonimento per evitare di continuare con politiche maschiliste.

### Nella sinistra
Gilead viene usato anche dalla sinistra democratica per rimarcare che la libertà in una società civile è la cosa più importante.